# Gray-Nunatak
Der Gray-Nunatak (in Chile Islote Gray ‚Gray-Insel‘) ist eine etwa 100 m hohe Insel vor der Nordenskjöld-Küste des Grahamlands auf der Antarktischen Halbinsel, die auch als Nunatak beschrieben wurde. Er liegt 4 km westlich des Arctowski-Nunatak in der Gruppe der Robbeninseln.
Kartiert wurde er 1902 von Teilnehmern der Schwedischen Antarktisexpedition (1901–1903). Otto Nordenskjöld, Leiter der Expedition, benannte ihn nach dem Walfängerkapitän David Gray (1828–1896), der 1891 eine Expedition in das Weddell-Meer unternehmen wollte, dies mangels finanzieller Unterstützung jedoch aufgeben musste.